# Massimo Liofredi
Massimo Liofredi (Roma, 29 giugno 1955) è un dirigente d'azienda italiano.
Dal 23 luglio 2009 al 20 luglio 2011 è stato direttore di Rai 2. Dal 20 luglio 2011 al 13 aprile 2017 è stato direttore di Rai Ragazzi. È attuale direttore della sede Rai dell'Abruzzo.

## Gli esordi
Diplomato all'Istituto Nazareno di Roma, Liofredi si iscrive alla Facoltà di medicina dell'Università degli studi di Roma "La Sapienza". Contemporaneamente pratica a buon livello il gioco del calcio e per un breve periodo lavora nel mondo dell'industria discografica e dello spettacolo.

## Attività in Rai
Negli anni Novanta Liofredi comincia la sua carriera in Rai come consulente. Dopo sei mesi viene assunto in azienda, mentre nel 1995 viene promosso dirigente lavorando con il direttore di Rai 1 Brando Giordani. Nel corso degli anni si occupa della nuova piattaforma satellitare della Rai e si occupa di programmi di successo come Linea Blu e Check-Up. Svolge l'attività di autore e capostruttura di Rai 1 dal 2002 al 2009 durante la direzione di Fabrizio Del Noce. Liofredi si è occupato soprattutto della fascia d'intrattenimento della rete della Rai. Ha seguito numerose trasmissioni di successo come Domenica in, (a lui si deve il ritorno di Pippo Baudo alla conduzione del contenitore domenicale della rete ammiraglia), lo Zecchino d'Oro, la Partita del cuore ed alcuni eventi estivi, ma anche la maratona benefica Telethon.
Nel giugno 2007 ha ricevuto la laurea honoris causa in Scienze della comunicazione dall'Universitas Sancti Cyrilli di Malta per l'attenzione data in televisione alla ricerca sul cancro, particolarmente con programmi come la maratona benefica Telethon, della quale Liofredi era promotore.

### Direzione di Rai 2
Il 23 luglio 2009 su proposta del direttore generale Mauro Masi diventa direttore di Rai 2 subentrando ad Antonio Marano che passò a vicedirettore generale della Rai.
Sotto la sua direzione la rete subisce un processo di restyling ulteriore rispetto allo svecchiamento già voluto da Marano, e in termini di ascolti i risultati nel periodo di garanzia sono ottimi, specialmente nel daytime: Rai 2 si conferma la terza rete italiana più vista.
Programmi di punta nella Rai 2 di Liofredi sono Annozero e Quelli che il calcio, che hanno ottenuto il rispettivamente circa il 22% e 17% di share medio (rispettivamente 5 e 2,5 milioni spettatori), con il programma domenicale di intrattenimento sportivo condotto da Simona Ventura che per l'intera durata della trasmissione è il programma leader del pomeriggio battendo lo storico Domenica In di Rai 1. Un altro volto su cui la Rai 2 di Liofredi punta molto è Monica Setta, che conduce il programma di approfondimento quotidiano Il fatto del giorno, partito con uno share medio del 2,5% e quindi attestatosi intorno al 12%.
A un anno dall'inizio della direzione di Liofredi, Rai 2 ha visto aumentare dello 0,42% lo share in daytime e dello 0,38% in prima serata, vincendo nel prime time 45 settimane su 53 contro il competitor diretto, Italia 1. Nelle 104 settimane di direzione di Liofredi, Rai 2 batte per ben 94 settimane il principale competitor Italia 1, con una media share delle settimane vinte pari a +1,41% Sono solo 10 le settimane in cui la rete esce sconfitta, ma con una differenza di share (media) pari a -0,52%.
Per volontà di Liofredi, la Rai ha riportato dopo quattordici anni l'Italia all'Eurofestival. La messa in onda è avvenuta il 12 maggio su Rai 5 (seconda semifinale) e il 14 maggio 2011 su Rai 2. Sempre sul fronte musicale, sotto la sua direzione nasce il programma monografico Due. Altri programmi nati sotto la sua direzione sono Delitti Rock e I Love Italy.

### Direzione di Rai Ragazzi
Il 20 luglio 2011 viene nominato direttore di Rai Ragazzi. Tale ricollocazione era inclusa nel pacchetto di nomine portato in Cda dal direttore generale della Rai Lorenza Lei e approvato a maggioranza.
Il 12 ottobre 2011 il Tribunale del Lavoro di Roma rigetta la sua richiesta di reintegro alla direzione di Rai 2.
Sotto la sua direzione i due canali per i ragazzi della Rai subiscono una profonda trasformazione e un notevole incremento di ascolti. In particolare Rai Yoyo risulta il canale più visto nell'intera giornata fra i canali tematici Rai e nei confronti dei competitor su ogni piattaforma televisiva, con uno share medio dell'1.85% e 170.000 ascoltatori e, arrivando ad essere dalle 8:45 e alle 10:15, quello con il più alto numero di share 8,38 e 372.000 telespettatori, mentre anche l'altro canale, Rai Gulp, continua a registrare una crescita costante di ascolto. Questo grazie al grande lavoro effettuato sul palinsesto estivo nell'arricchimento dell'offerta con la selezione e l'inserimento dei migliori prodotti di acquisto e di produzione per il target dei Canali, oltre, ad una sempre maggiore presenza sul web. Grazie a questi risultati la direzione Rai Ragazzi e Liofredi hanno ottenuto diversi e importanti riconoscimenti, tra cui l'Eutelsat Awards 2014 (categoria bambini) per il canale Rai Yoyo e, nel 2005, il Premio Speciale "Lo Zecchino d'oro" consegnato dall'Antoniano di Bologna a Liofredi per "la passione con cui per sette anni è stato al nostro fianco nella realizzazione e nella promozione dello Zecchino d'Oro e per la fiducia e la rilevanza che continua ad assegnare alla nostre produzioni televisive e ai nostri cartoni animati, rendendosi in prima persona portatore dei valori che contraddistinguono da sempre il nostro operato".
È stato insignito del Premio Capitolino d'Oro omaggio a Ruggero II, riconoscimento Premio Emanazione della Norman Academy, per la sua attività nel settore manageriale.
Il 13 aprile 2017, lascia la direzione di Rai Ragazzi a Luca Milano. Attualmente è a capo delle sedi Rai di Abruzzo e Molise.

## Vita privata
È sposato con Ilaria Leonardis, dottore commercialista. Era il nipote dell'ex calciatore Giacomo Losi.